# Bundestagswahlkreis Bruchsal – Karlsruhe-Land II
Der Bundestagswahlkreis Bruchsal – Karlsruhe-Land II war von 1965 bis 1980 ein Wahlkreis in Baden-Württemberg. Er umfasste den ehemaligen Landkreis Bruchsal und den Nordteil des alten Landkreises Karlsruhe mit dem Gebiet der heutigen Gemeinden Bretten, Pfinztal, Stutensee, Eggenstein-Leopoldshafen, Oberderdingen, Graben-Neudorf, Linkenheim-Hochstetten, Karlsbad, Walzbachtal, Dettenheim und Weingarten. Der Vorgängerwahlkreis mit ähnlichem Gebiet war von 1949 bis 1965 der Bundestagswahlkreis Bruchsal. Das Gebiet des Wahlkreises Bruchsal – Karlsruhe-Land II ging zur Bundestagswahl 1980 im Wahlkreis Karlsruhe-Land auf. Seit 2002 gehört das Gebiet des ehemaligen Landkreises Bruchsal zum größten Teil zum Wahlkreis Bruchsal – Schwetzingen.
Das Direktmandat wurde stets von Kandidaten der CDU gewonnen, zuletzt von Klaus Bühler.

## Wahlkreissieger
| Wahl | Name             | Partei | Erststimmen in % |
| ---- | ---------------- | ------ | ---------------- |
| 1976 | Klaus Bühler     | CDU    | 56,8             |
| 1972 | Helmut Artzinger | CDU    | 53,9             |
| 1969 | Helmut Artzinger | CDU    | 55,5             |
| 1965 | Helmut Artzinger | CDU    | 58,1             |
| 1961 | Adolf Bieringer  | CDU    | 60,4             |
| 1957 | August Neuburger | CDU    | 65,9             |
| 1953 | August Neuburger | CDU    | 61,5             |
| 1949 | August Neuburger | CDU    | 48,8             |

## Wahlkreisgeschichte
| Wahl      | Wahlkreisname                    | Gebiet |
| --------- | -------------------------------- | --- |
| 1949      | 5 Bruchsal                       | Landkreis Bruchsal, vom Landkreis Karlsruhe das Gebiet der heutigen Gemeinden Bretten, Oberderdingen und Walzbachtal, vom Landkreis Sinsheim die Gemeinden Kürnbach, Mühlbach, Sulzfeld und Zaisenhausen                                      |
| 1953–1961 | 179 Bruchsal                     | Landkreis Bruchsal, vom Landkreis Karlsruhe das Gebiet der heutigen Gemeinden Bretten, Oberderdingen und Walzbachtal, vom Landkreis Sinsheim die Gemeinden Kürnbach, Mühlbach, Sulzfeld und Zaisenhausen                                      |
| 1965–1976 | 183 Bruchsal – Karlsruhe-Land II | Landkreis Bruchsal, vom Landkreis Karlsruhe das Gebiet der heutigen Gemeinden Bretten, Pfinztal, Stutensee, Eggenstein-Leopoldshafen, Oberderdingen, Graben-Neudorf, Linkenheim-Hochstetten, Karlsbad, Walzbachtal, Dettenheim und Weingarten |